# Eustrophopsis ornatus
Eustrophopsis ornatus är en skalbaggsart som först beskrevs av Vandyke 1928.  Eustrophopsis ornatus ingår i släktet Eustrophopsis och familjen skinnsvampbaggar. Inga underarter finns listade i Catalogue of Life.